# Als de rook om je hoofd is verdwenen
Als de rook om je hoofd is verdwenen is een nummer van Boudewijn de Groot, dat in 1968 op single verscheen als B-kant van Waterdrager. In 1972 werd het nogmaals op single uitgebracht, ditmaal als A-kant. Toen stond Wie kan me nog vertellen op de B-kant. Beide liedjes waren van De Groot zelf.

## Hitnotering

### Nederlandse Top 40
| Positie: | 37 | 24 | 25 | 37 | uit |

### NPO Radio 2 Top 2000
Hoewel het geen grote hit was voor Boudewijn de Groot, heeft het zich wel genesteld bij luisteraars gezien de vaste notatie in deze jaarlijst (behalve het eerste en laatste jaar). In 2011 was het nummer de grootste daler met 782 plaatsen (van plek 939 naar 1721). In 2023 viel het nummer voor het eerst sinds 1999 buiten de Top 2000. Het nummer was wel de hoogst genoteerde plaat in 'De Extra 500', een eenmalige extra toevoeging van 500 nummers aan de 25e editie van de Top 2000. Feitelijk was het dus nummer 2001.

| Nummer met noteringen in de NPO Radio 2 Top 2000 | '00 | '01 | '02 | '03 | '04 | '05 | '06 | '07 | '08 | '09 | '10 | '11  | '12 | '13  | '14  | '15  | '16  | '17  | '18  | '19  | '20  | '21  | '22  | '23 | '24  |
| ------------------------------------------------ | --- | --- | --- | --- | --- | --- | --- | --- | --- | --- | --- | ---- | --- | ---- | ---- | ---- | ---- | ---- | ---- | ---- | ---- | ---- | ---- | --- | ---- |
| Als de rook om je hoofd is verdwenen             | 693 | 439 | 677 | 552 | 637 | 575 | 610 | 603 | 585 | 864 | 939 | 1721 | 984 | 1274 | 1432 | 1792 | 1610 | 1857 | 1690 | 1582 | 1804 | 1589 | 1759 | -   | 1845 |

1. ↑  Een '-' betekent dat het nummer niet was genoteerd en een vetgedrukt getal geeft de hoogste notering aan.
2. ↑  2000 was het eerste jaar met een notering voor dit nummer.